# Perdita larreae
Perdita larreae är en biart som beskrevs av Theodore Dru Alison Cockerell 1896. Perdita larreae ingår i släktet Perdita och familjen grävbin. Inga underarter finns listade i Catalogue of Life. Arten förekommer i södra Nordamerika.

## Beskrivning
Perdita larreae är ett mycket litet bi, hanen är knappt 4 mm lång. Färgen är klart och glänsande orangegul, och det nästan kvadratiska huvudet är påfallande stort, större än mellankroppen. Punktögonen (de små, knappnålshuvudformade halvkloten uppe på hjässan, ovanför fasettögonen) är mörka, inklusive deras närmaste omgivning. Käkarna är avlånga med mörka spetsar. Vingarna är genomskinliga med vita ribbor.

## Utbredning
Utbredningsområdet sträcker sig från New Mexico över Arizona och Nevada till södra Kalifornien i USA, och vidare söderöver till norra Mexiko där den bland annat har påträffats i Baja California Sur, Sonora, Chihuahua, Coahuila och Durango.

## Ekologi
Arten är polylektisk, den flyger till blommande växter från många familjer, även om den föredrar släktet Larrea (jämför artnamnsepitetet larreae!) i familjen pockenholtsväxter. Andra familjer den flyger till är korgblommiga växter, oleanderväxter, ärtväxter, törelväxter, strävbladiga växter, paradisblomsterväxter, malvaväxter och slideväxter. Åtminstone honorna flyger främst under sensommaren; i Sonoraöknen har emellertid arten även en flygperiod under våren.